# Zeta Boötis
Zeta Boötis (ζ Boo / ζ Boötis) è una stella binaria bianca nella sequenza principale di magnitudine 3,79 situata nella costellazione di Boote. Dista 180 anni luce dal sistema solare.

## Osservazione
Si tratta di una stella situata nell'emisfero celeste boreale; grazie alla sua posizione non fortemente boreale, può essere osservata dalla gran parte delle regioni della Terra, sebbene gli osservatori dell'emisfero nord siano più avvantaggiati. Nei pressi del circolo polare artico appare circumpolare, mentre resta sempre invisibile solo in prossimità dell'Antartide. Essendo di magnitudine 3,8, la si può osservare anche dai piccoli centri urbani senza difficoltà, sebbene un cielo non eccessivamente inquinato sia maggiormente indicato per la sua individuazione.
Il periodo migliore per la sua osservazione nel cielo serale ricade nei mesi compresi fra fine marzo e agosto; da entrambi gli emisferi il periodo di visibilità rimane indicativamente lo stesso, grazie alla posizione della stella non lontana dall'equatore celeste.

## Caratteristiche fisiche
La stella è composta da due stelle simili di tipo spettrale A2, con una massa complessiva di 2,3 volte quella solare. Le stelle sono separate mediamente da 33U.A. e ruotano attorno al comune centro di massa in un periodo di 124 anni. Tuttavia data l'orbita piuttosto eccentrica, la distanza può variare da soli 0,3 fino a 64 U.A.; quando la distanza è massima le 2 stelle possono essere separate anche con piccoli telescopi, mentre nei momenti di massima vicinanza, come nel 1897 e nel 2023, la separazione non è possibile con telescopi amatoriali. La prossima massima separazione tra le 2 componenti avverrà nel 2082.
Possiede una magnitudine assoluta complessiva di +0,06 e la sua velocità radiale positiva indica che la stella si sta allontanando dal sistema solare.